# ジャック・レモン
ジャック・レモン（Jack Lemmon, 1925年2月8日 - 2001年6月27日）は、アメリカ合衆国マサチューセッツ州ボストン出身の俳優。本名はジョン・ユーラー・レモン三世（John Uhler Lemmon III）。
1973年公開の『セイブ・ザ・タイガー』でアカデミー主演男優賞を受賞、また世界三大映画祭のすべての男優賞を受賞した俳優でもある。戦後アメリカ映画界最高の喜劇俳優と言われた。

## 生涯
父は元ミュージカル俳優のドーナッツ会社経営者、母は元歌手。8ヶ月の早産でニュートン・ウェルズリー病院のエレベーターの中で生まれ、黄疸のために立ち会った看護婦から「黄色いレモン」みたいと言われたという。
フィリップス・アカデミーを経てハーヴァード大学で化学と薬学を学び、ドラマチック・クラブに所属し演劇活動を開始。戦時中はアメリカ海軍に少尉として所属していたこともあった。除隊後に本格的に俳優を志し、父から300ドルの援助を受けてニューヨークに行く。バーでのピアノ演奏などで生計を立てながら、ラジオドラマからそのキャリアをスタートさせた。その後、テレビに出演するようになり、この頃知り合った俳優仲間のシンシア・ストーンと結婚する。1954年に息子クリスが生まれたが2年後の1956年には離婚している。
1950年代前半には500本のラジオやテレビのドラマに出演し、1953年にブロードウェイ入り、この年にジュディ・ホリディの相手役をつとめた舞台が評判を呼び、コロムビアと契約する。映画デビューの際に撮影所長のハリー・コーンからレモンの名前が "Lemon"（スラングで不良品の意味がある）に通じるので、"Lennon" に改名させようとしたが、レーニンに響きが似てるので拒否し、本名で通したという。
1954年に映画デビューを果たし、まもなく1955年の『ミスタア・ロバーツ』でアカデミー助演男優賞を受賞。1959年に『お熱いのがお好き』に起用されてからは、ビリー・ワイルダー監督作品の常連となる。当初は単なるコメディアンと見られたが、1960年の『アパートの鍵貸します』のうだつのあがらないサラリーマン役や、1962年の『酒とバラの日々』でのアルコール依存症患者役などのシリアスな演技も見せて、現代人の持つ性格的ひ弱さを演じては右に出るものはいないとまで言われる。1973年の『セイブ・ザ・タイガー』でアカデミー主演男優賞を受賞し、主演、助演を獲得した最初の俳優となった。
1962年に女優のフェリシア・ファーと再婚し、1966年に娘コートニーが生まれている。
1966年の『恋人よ帰れ!わが胸に』で共演して以降、ウォルター・マッソーとは名コンビといわれ、何度も共演し、1971年にはマッソー主演の『コッチおじさん』を監督している。その後は、1979年の『チャイナ・シンドローム』や1982年の『ミッシング』のそれぞれの演技でカンヌ国際映画祭主演男優賞を受賞。
2000年7月に盟友のマッソーを亡くしてからは、体調が悪化していた。2001年6月27日夜、ロサンゼルスの病院にてガンの合併症で亡くなった。
なお晩年、アメリカの名物番組『アクターズ・スタジオ・インタビュー』に出演した際に、自身がアルコール依存症であることを告白して周囲を驚かせた。

## 主な出演作品
| 公開年 | 邦題 原題                                                     | 役名                             | 備考                                                                                               |
| ------ | ------------------------------------------------------------- | -------------------------------- | -------------------------------------------------------------------------------------------------- |
| 1954年 | 有名になる方法教えます It Should Happen to You                | ピート・シェパード               | |
| 1955年 | 私の夫(ハズ)は二人いる Three for the Show                     | マーティ・スチュアート           | |
| 1955年 | ミスタア・ロバーツ Mister Roberts                             | フランク・パルバー               | アカデミー助演男優賞 受賞                                                                          |
| 1955年 | マイ・シスター・アイリーン My Sister Eileen                   | ボブ・ベイカー                   | |
| 1956年 | 夜の乗合自動車 You Can't Run Away From It                     | ピーター                         | |
| 1957年 | 海の荒くれ Fire Down Below                                    | トニー                           | |
| 1958年 | カウボーイ Cowboy                                             | フランク・ハリス                 | |
| 1958年 | 媚薬 Bell Book and Candle                                     | ニッキー                         | |
| 1959年 | お熱いのがお好き Some Like It Hot                             | ジェリー                         | ゴールデングローブ賞 主演男優賞 (ミュージカル・コメディ部門) 受賞 英国アカデミー賞 主演男優賞 受賞 |
| 1959年 | ハッピー・ロブスター It Happened to Jane                      | ジョージ                         | |
| 1960年 | アパートの鍵貸します The Apartment                            | C・C・バクスター                 | ゴールデングローブ賞 主演男優賞 (ミュージカル・コメディ部門) 受賞 英国アカデミー賞 主演男優賞 受賞 |
| 1960年 | 南太平洋ボロ船作戦 The Wackiest Ship in the Army              | リップ・クランダル               | |
| 1962年 | 悪名高き女 The Notorious Landlady                             | ビル                             | |
| 1962年 | 酒とバラの日々 Days of Wine and Roses                         | ジョー・クレイ                   | |
| 1963年 | あなただけ今晩は Irma La Douce                                | ネスター                         | |
| 1963年 | ヤムヤム・ガール Under the Yum Yum Tree                       | ホーガン                         | |
| 1964年 | ちょっとご主人貸して Good Neighbor Sam                        | サム                             | |
| 1964年 | 女房の殺し方教えます How To Murder Your Wife                  | スタンリー・フォード             | |
| 1965年 | グレート・レース The Great Race                               | プロフェッサー・フェイト         | |
| 1966年 | 恋人よ帰れ!わが胸に The Fortune Cookie                        | ハリー                           | |
| 1968年 | おかしな二人 The Odd Couple                                   | フェリックス・アンガー           | |
| 1969年 | 幸せはパリで The April Fool                                   | ハワード                         | |
| 1970年 | おかしな夫婦 THE OUT-OF-TOWNERS                               | ジョージ・ケラーマン             | |
| 1971年 | コッチおじさん Kotch                                          | バスの乗客                       | 兼監督、クレジットなし                                                                             |
| 1972年 | おかしな関係・絶体絶命 The War Between Men and Women          | ピーター・エドワード・ウィルソン | |
| 1972年 | お熱い夜をあなたに Avanti!                                    | ウェンデル                       | ゴールデングローブ賞 主演男優賞 (ミュージカル・コメディ部門) 受賞                                  |
| 1973年 | セイヴ・ザ・タイガー Save the Tiger                           | ハリー                           | アカデミー主演男優賞 受賞                                                                          |
| 1974年 | フロント・ページ The Front Page                               | ヒルディ・ジョンソン             | |
| 1977年 | エアポート'77/バミューダからの脱出 Airport'77                 | ドン・ギャラガー機長             | |
| 1979年 | チャイナ・シンドローム The China Syndrome                     | ジャック・ゴデル                 | カンヌ国際映画祭 男優賞 受賞 英国アカデミー賞 主演男優賞 受賞                                      |
| 1980年 | マイ・ハート マイ・ラブ Tribute                               | スコッティ・テンプルトン         | ベルリン国際映画祭 男優賞 受賞                                                                     |
| 1981年 | 新・おかしな二人/バディ・バディ Buddy Buddy                   | ヴィクター・クルーニー           | |
| 1982年 | ミッシング Missing                                            | エド・ホーマン                   | カンヌ国際映画祭 男優賞 受賞                                                                       |
| 1984年 | 青春の祈り/司祭への道 Mass Appeal                             |                                  | |
| 1985年 | マカロニ Maccheroni                                           | ロバート・トラヴェン             | |
| 1988年 | 七十年目の審判 The Murder of Mary Phagan                      |                                  | テレビ・ミニシリーズ                                                                               |
| 1989年 | 晩秋 Dad                                                      | ジェイク・トレモント             | |
| 1991年 | JFK                                                           | ジャック・マーティン             | |
| 1992年 | 摩天楼を夢みて Glengarry Glen Ross                            | シェリー・レーヴィン             | ヴェネチア国際映画祭 男優賞 受賞                                                                   |
| 1992年 | ザ・プレイヤー The Player                                     |                                  | |
| 1993年 | ショート・カッツ Short Cuts                                   | ポール・フィニガン               | |
| 1993年 | ラブリー・オールドメン Glumpy Old Men                         | ジョン・グスタフソン             | |
| 1995年 | グラスハープ/草の竪琴 The Grass Harp                          | モリス・リッツ                   | |
| 1996年 | あやしい奴ら Getting Away with Murder                         |                                  | |
| 1996年 | 元大統領危機一発/プレジデント・クライシス My Fellow Americans |                                  | |
| 1996年 | ハムレット Hamlet                                             | マーセラス                       | |
| 1997年 | カリブは最高! Out to Sea                                      | ハーブ・サリヴァン               | |
| 1997年 | 12人の怒れる男 評決の行方 12 Angry Men                        | 陪審員8番                        | テレビ映画                                                                                         |
| 1998年 | LONG WAY HOME ロング・ウェイ・ホーム The Long Way Home        | トーマス                         | テレビ映画                                                                                         |
| 1998年 | おかしな二人2 The Odd Couple II                               | フェリックス・アンガー           | |
| 1999年 | 風の行方 Inherit the Wind                                     |                                  | テレビ映画 ゴールデングローブ賞 男優賞 (ミニシリーズ・テレビ映画部門) 受賞                         |
| 1999年 | モリー先生との火曜日 Tuesday with Morrie                      | モリー・シュワルツ               | テレビ映画                                                                                         |
| 2000年 | バガー・ヴァンスの伝説 The Legend of Bagger Vance             | ハーディ・グリーヴス（老年期）   | クレジットなし                                                                                     |

## 主な受賞歴

### アカデミー賞
受賞
1956年 アカデミー助演男優賞:『ミスタア・ロバーツ』
1974年 アカデミー主演男優賞:『セイヴ・ザ・タイガー』
ノミネート
1960年 アカデミー主演男優賞:『お熱いのがお好き』
1961年 アカデミー主演男優賞:『アパートの鍵貸します』
1963年 アカデミー主演男優賞:『酒とバラの日々』
1980年 アカデミー主演男優賞:『チャイナ・シンドローム』
1981年 アカデミー主演男優賞:『マイ・ハート マイ・ラブ』
1983年 アカデミー主演男優賞:『ミッシング』

### ゴールデングローブ賞
受賞
1960年 主演男優賞 (ミュージカル・コメディ部門):『お熱いのがお好き』
1961年 主演男優賞（ミュージカル・コメディ部門）:『アパートの鍵貸します』
1973年 主演男優賞（ミュージカル・コメディ部門）:『お熱い夜をあなたに』
1991年 セシル・B・デミル賞
1994年 ベスト・アンサンブル賞
2000年 男優賞 (ミニシリーズ・テレビ映画部門):『Inherit the Wind』
ノミネート
1963年 主演男優賞 (ドラマ部門):『酒とバラの日々』
1964年 主演男優賞 (ミュージカル・コメディ部門):『あなただけ今晩は』、『ヤムヤム・ガール』
1966年 主演男優賞 (ミュージカル・コメディ部門):『グレート・レース』
1969年 主演男優賞 (ミュージカル・コメディ部門):『おかしな二人』
1971年 主演男優賞 (ミュージカル・コメディ部門):『おかしな夫婦』
1974年 主演男優賞 (ドラマ部門):『セイヴ・ザ・タイガー』
1975年 主演男優賞 (ミュージカル・コメディ部門):『フロント・ページ』
1980年 主演男優賞 (ドラマ部門):『チャイナ・シンドローム』
1981年 主演男優賞 (ドラマ部門):『マイ・ハート マイ・ラブ』
1983年 主演男優賞 (ドラマ部門):『ミッシング』
1987年 主演男優賞 (ミュージカル・コメディ部門):『That's Life!』
1988年 男優賞 (ミニシリーズ・テレビ映画部門):『Long Day's Journey into Night』
1989年 男優賞 (ミニシリーズ・テレビ映画部門):『The Murder of Mary Phagan』
1990年 主演男優賞 (ドラマ部門):『晩秋』
1994年 男優賞 (ミニシリーズ・テレビ映画部門):『A Life in the Theatre』
1998年 男優賞 (ミニシリーズ・テレビ映画部門):『12人の怒れる男 評決の行方』
2000年 男優賞 (ミニシリーズ・テレビ映画部門):『Tuesdays with Morrie』

### 英国アカデミー賞
1959年度 主演男優賞:『お熱いのがお好き』
1960年度 主演男優賞:『アパートの鍵貸します』
1979年度 主演男優賞:『チャイナ・シンドローム』

### カンヌ国際映画祭
1979年度 男優賞:『チャイナ・シンドローム』
1982年度 男優賞:『ミッシング』

### ヴェネツィア国際映画祭
1993年 男優賞:『摩天楼を夢みて』

### ベルリン国際映画祭
1981年度 男優賞 『マイ・ハート・マイ・ラブ』
1996年度 金熊賞（生涯功労賞）

## 参照
1. ↑  “Jack Lemmon Interview”. Ability Magazine (2006年5月). 2012年8月3日閲覧。
2. ↑  Pepp, Jessica A. (1995年2月24日). “Jack Lemmon to Receive Arts Medal”. The Harvard Crimson (Harvard University) 2010年1月23日閲覧。
3. 1 2  Stated on Inside the Actors Studio, 1998
4. ↑  Aljean Harmetz (2001年6月29日). “Jack Lemmon, Dark and Comic Actor, Dies at 76”. New York Times 2010年8月22日閲覧. "Jack Lemmon, the brash young American Everyman who evolved into the screen's grumpiest old Everyman during a movie career that lasted a half century, died on Wednesday at a hospital in Los Angeles. He was 76 and lived in Beverly Hills. The cause was complications from cancer, said a spokesman, Warren Cowan." {{cite news}}: 不明な引数|coauthors=が空白で指定されています。 (説明)⚠